# Вязковка
Вязковка — село в Эртильском районе Воронежской области России.
Входит в состав Битюг-Матрёновского сельского поселения.

## География
С севера — трасса Р-193.
Через село протекает р. Гнилуша, которая впадает за юго-западной окраиной в р. Битюг.
Уличная сеть
В селе имеются три улицы — Речная, Советская и Тихая.

## Население
| 1859 | 1897  | 2000 | 2010 |
| ---- | ----- | ---- | ---- |
| 826  | ↗1293 | ↘351 | ↘166 |